# António Gameiro
António Ribeiro Gameiro (14 de agosto de 1970) é um deputado e político português. Ele é deputado à Assembleia da República na XIV legislatura pelo Partido Socialista. Possui um mestrado em Administração e Politicas Publicas.